# 내덕동성당
내덕동성당은 청주교구를 관할하는 주교좌 성당이다. 충청북도 청주시 청원구 공항로22번길 12에 있다.